# Olios bhavnagarensis
Olios bhavnagarensis är en spindelart som beskrevs av Sethi och Benoy Krishna Tikader 1988. Olios bhavnagarensis ingår i släktet Olios och familjen jättekrabbspindlar. Inga underarter finns listade i Catalogue of Life.